# Bathyanthias roseus
Bathyanthias roseus là một loài cá biển thuộc chi Bathyanthias trong họ Cá mú. Loài này được mô tả lần đầu tiên vào năm 1880.

## Phân bố và môi trường sống
B. roseus có phạm vi phân bố ở Tây Nam Đại Tây Dương. Loài cá này được tìm thấy ở ngoài khơi bang Pernambuco, Brazil. B. roseus sống vùng nước khá sâu, độ sâu khoảng từ 100 đến 300 m.